# فرماندهی جنوبی اسرائیل

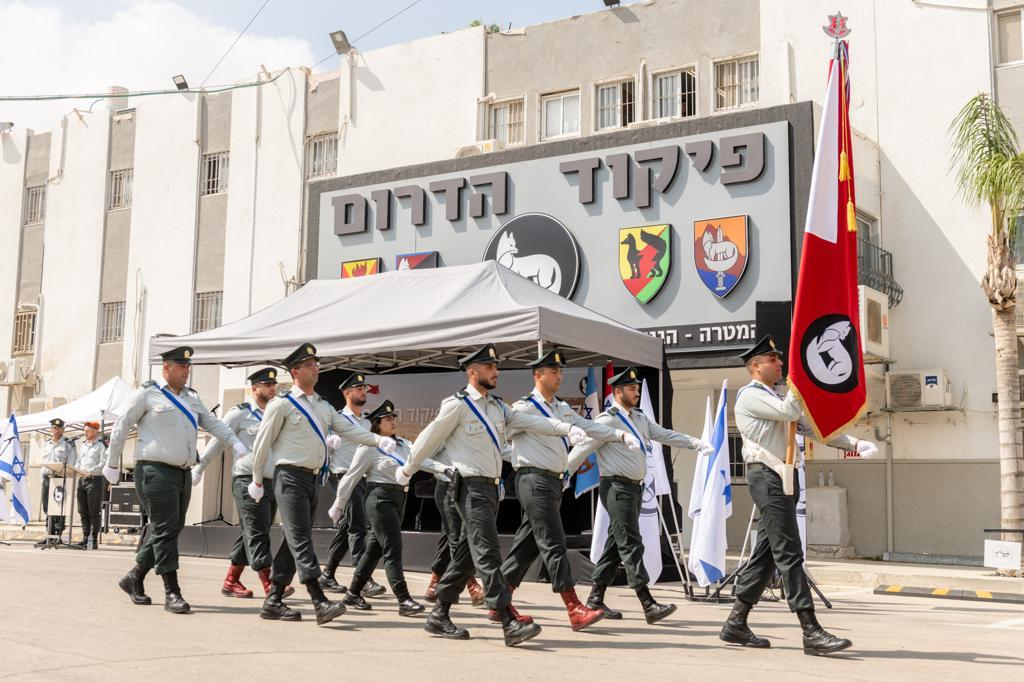
مراسم تحویل فرماندهی جنوبی

فرماندهی جنوبی اسرائیل (عبری: פיקוד דרום‎) از فرماندهی‌های منطقه‌ای نیروی زمینی اسرائیل است، که فرماندهی و کنترل کلیه تیپ‌ها و لشکرهای بخش جنوبی از نیروهای دفاعی اسرائیل را برعهده دارد. این یگان در سال ۱۹۴۸ تأسیس شد و هم‌اکنون مسئولیت حفاظت از صحرای نگب، عربه و ایلات را برعهده دارد. فرماندهی‌های منطقه‌ای دیگر فرماندهی شمالی، فرماندهی جبهه داخلی و فرماندهی مرکزی می‌باشند. هم‌اکنون سرلشکر یانیف آسور فرماندهی جنوبی اسرائیل را برعهده دارد.

## تاریخچه
برای سال‌های متمادی، فرماندهی جنوبی وظیفه دفاع از نقب و تأمین امنیت مرز شبه جزیره سینا از مصر را بر عهده داشت. فرماندهی جنوبی، نیروهای دفاعی اسرائیل را در ۵ جنگ علیه مصر رهبری کرد: جنگ اعراب و اسرائیل در سال ۱۹۴۸، بحران سوئز، جنگ شش روزه، جنگ فرسایشی و جنگ یوم کیپور. این فعالیت عملیاتی بالا و تلفات سنگین آن منجر به جایگزینی نسبتاً سریع فرماندهان ستاد فرماندهی جنوبی شد.
معروف‌ترین جایگزینی‌های رهبری در سال ۱۹۷۳، در طول جنگ یوم کیپور، زمانی که شموئل گونن به دلیل اختلافات مکرر با آریل شارون، فرمانده قبلی، به عنوان فرمانده سابق به حالت تعلیق درآمد. حاییم بارلیف، که توسط دولت منصوب شده بود و رئیس سابق ستاد کل بود، در یک دستورالعمل اضطراری به عنوان فرمانده جدید منصوب شد. پس از پیمان صلح اسرائیل و مصر، جبهه جنوبی آرام ماند و بیشتر فعالیت‌ها بر محافظت از مرزها در برابر قاچاقچیان و امنیت ناپایدار بر نوار غزه متمرکز بود.
در طول انتفاضه دوم، این فرماندهی مسئول تلاش‌های ضد تروریستی شد. نوار غزه، یکی از پرجمعیت‌ترین مناطق جهان، به عنوان دژ گروه‌های افراطی مانند حماس و جهاد اسلامی شناخته می‌شد که در خشونت‌های سیاسی فلسطینیان دست داشتند. تولید و تکثیر محلی سلاح‌های ضد تانک سبک توسط این گروه‌ها، حرکت با خودروهای زرهی سبک را خطرناک می‌کرد.
از سال ۲۰۰۴، نبرد در غزه به ویژه شدت گرفت و از سوی ارتش اسرائیل، شامل قتل‌های هدفمند، عملیات‌های کوتاه زرهی و تلاش برای یافتن و تخریب تونل‌های قاچاق مورد استفاده گروه‌های شبه‌نظامی فلسطینی برای به دست آوردن سلاح بود.
در طول سال ۲۰۰۵، فرماندهی جنوبی در طرح یکجانبه خروج از غزه که توسط آریل شارون (نخست‌وزیر اسرائیل، ۲۰۰۱–۲۰۰۶) آغاز شده بود، مشارکت داشت که عمدتاً شامل حذف تمام شهرک‌های اسرائیلی از نوار غزه و بازگشت به سمت اسرائیلی خط سبز بود. این فرماندهی خود را در شمال حصار غزه مستقر کرد. مسیر فیلادلفیا به مصر داده شد، که مانع از حرکت هزاران فلسطینی بین نوار غزه و سینا از طریق شهر رفح نشد. از سال ۲۰۰۶، تلاش برای نفوذ به اسرائیل برای انجام بمب‌گذاری‌های انتحاری و پرتاب موشک‌های قسام، به ویژه توسط جهاد اسلامی و کمیته‌های مقاومت مردمی، همچنان ادامه دارد و تمرکز اصلی فرماندهی جنوبی است.
در ۲۱ ژانویه ۲۰۲۵، یارون فینکلمن به دلیل شکست‌های ۷ اکتبر، استعفای خود را به عنوان فرمانده ستاد فرماندهی جنوبی ارائه داد. او تا زمان تعیین جانشین در این سمت باقی ماند. پس از او از مارس ۲۰۲۵ یانیف آسور جایگزین فینکلمن شد.

## سازمان

چارت سازمانی

- فرماندهی جنوبی
  -  لشکر ۸۰ ایدوم
    -  تیپ ۴۰۶ منطقه‌ای
    -  تیپ ۴۶۰ بینئی (آموزش زرهی)
    -  تیپ ۵۱۲ پاران
    -  تیپ ۴۲۵ توپخانه (مدرسه توپخانه میدانی)

  -  لشکر ۱۴۳ غزه
    -  تیپ ۲۶۱ پیاده (ذخیره)
    -  تیپ ۶۶۴۳ کاتیف (غزه جنوبی)
    -  تیپ ۷۶۴۳ گفن (غزه شمالی)

  -  لشکر ۱۶۲ زرهی هاپلادا
    -  تیپ ۵ هاشارون (ذخیره)
    -  تیپ ۸۴ گیواتی
    -  تیپ ۴۰۱ ایکفوت هابارزل
    -  تیپ ۹۳۳ نهال
    -  تیپ ۲۱۵ عمود هائش

  -  لشکر ۲۵۲ سینا
    -  تیپ ۱۰ هارئیل (ذخیره)
    -  تیپ ۱۲ نقب (ذخیره)
    -  تیپ ۱۴ زرهی ماچاتز (ذخیره)
    -  تیپ ۱۶ اورشلیم (ذخیره)
    -  تیپ ۴۵۴ تابور (ذخیره)

  -  گردان ۳۷۳ رعام
  -  واحد ۸۰۳ مهندسی فرماندهی جنوبی
  -  واحد اطلاعات فرماندهی جنوبی
  -  واحد ۳۹۲ پلیس نظامی فرماندهی جنوبی
  -  واحد پزشکی فرماندهی جنوبی
  -  واحد ۶۵۳ تعمیر و نگهداری فرماندهی جنوبی
  -  پایگاه آموزشی تزئیلیم فرماندهی جنوبی
  -  واحد ۵۰۰۵ لجستیک (جنوب غربی)
  -  واحد ۵۰۰۶ لجستیک (جنوب شرقی)

## فرماندهان
| نام            | تاریخ                       | تصویر | یادداشت‌ها             | Ref   |
| -------------- | --------------------------- | ----- | --------------------- | ----- |
| ایگال آلون     | ۱۹۴۸–۱۹۴۹                   |       |                       |       |
| اسحاق رابین    | ۱۹۴۹                        |       | سرپرست                |       |
| موشه دایان     | اکتبر ۱۹۴۹ – اکتبر ۱۹۵۱     |       |                       |       |
| موشه زادوک     | اکتبر ۱۹۵۱ – ژانویه ۱۹۵۴    |       |                       |       |
| یاکوف پری      | ۱۹۵۴                        |       | سرپرست                |       |
| زوی گیلات      | ۱۹۵۵                        |       |                       |       |
| مائیر عامیت    | نوامبر ۱۹۵۵ – اوت ۱۹۵۶      |       |                       |       |
| آصف سیمهونی    | اوت – نوامبر ۱۹۵۶           |       | سرپرست در بحران سوئز  |       |
| حاییم لاسکوف   | نوامبر ۱۹۵۶ – ژانویه ۱۹۵۸   |       |                       |       |
| حییم هرتزوگ    | ژانویه – ژوئیه ۱۹۵۸         |       |                       |       |
| آبراهام یوفه   | ژوئیه ۱۹۵۸ – می ۱۹۶۲        |       |                       |       |
| زوی زمیر       | مه ۱۹۶۲ – دسامبر ۱۹۶۵       |       |                       |       |
| یشایاهو گاویش  | دسامبر ۱۹۶۵ – دسامبر ۱۹۶۹   |       |                       |       |
| آریل شارون     | دسامبر ۱۹۶۹ – ژوئیه ۱۹۷۳    |       |                       |       |
| شموئل گونن     | ژوئیه – نوامبر ۱۹۷۳         |       |                       |       |
| حاییم بارلیف   | اکتبر ۱۹۷۳                  |       | در خلال جنگ یوم کیپور |       |
| اسرائیل تال    | نوامبر ۱۹۷۳ – ژانویه ۱۹۷۴   |       |                       |       |
| آبراهام عدن    | ژانویه – ژوئیه ۱۹۷۴         |       |                       |       |
| یکوتیئل آدام   | ژوئیه ۱۹۷۴ – مارس ۱۹۷۶      |       |                       |       |
| هرتزل شافیر    | مارس ۱۹۷۶ – فوریه ۱۹۷۸      |       |                       |       |
| دن شومرون      | فوریه ۱۹۷۸ – ژانویه ۱۹۸۲    |       |                       |       |
| حیم ارز        | ژانویه ۱۹۸۲ – اکتبر ۱۹۸۳    |       |                       |       |
| موشه بار-کوخوا | اکتبر ۱۹۸۳ – فوریه ۱۹۸۶     |       |                       |       |
| یوری ساگی      | فوریه – اوت ۱۹۸۶            |       |                       |       |
| اسحاق مردخای   | اوت ۱۹۸۶ – ۱۹۸۹             |       |                       |       |
| متان ویلنائی   | ۱۹۸۹ – نوامبر ۱۹۹۴          |       |                       |       |
| شائول موفاز    | نوامبر ۱۹۹۴ – ۱۹۹۶          |       |                       |       |
| شلومو یانای    | ۱۹۹۶ – سپتامبر ۱۹۹۷         |       |                       |       |
| یوم طوف سامیا  | سپتامبر ۱۹۹۷ – ۲۰۰۰         |       |                       |       |
| دورون آلموگ    | ۲۰۰۰ – ژوئیه ۲۰۰۳           |       |                       |       |
| دن هارل        | ژوئیه ۲۰۰۳ – اکتبر ۲۰۰۵     |       |                       |       |
| یوآف گالانت    | اکتبر ۲۰۰۵ – اکتبر ۲۰۱۰     |       |                       |       |
| تال روسو       | اکتبر ۲۰۱۰ – آوریل ۲۰۱۳     |       |                       |       |
| سامی تورگمن    | آوریل ۲۰۱۳ – اکتبر ۲۰۱۵     |       |                       |       |
| ایال زمیر      | ۱۴ اکتبر ۲۰۱۵ – ۶ ژوئن ۲۰۱۸ |       |                       |       |
| هرتزی هالوی    | ۶ ژوئن ۲۰۱۸ – ۲۱ مارس ۲۰۲۱  |       |                       |       |
| الیعزر تولدانو | ۲۱ مارس ۲۰۲۱ – ۹ ژوئیه ۲۰۲۳ |       |                       |       |
| یارون فینکلمن  | ۹ ژوئیه ۲۰۲۳ – ۱۲ مارس ۲۰۲۵ |       |                       | [ ۴ ] |
| یانیف آسور     | ۱۲ مارس ۲۰۲۵ –              |       |                       | [ ۵ ] |